# Elke Holzapfel

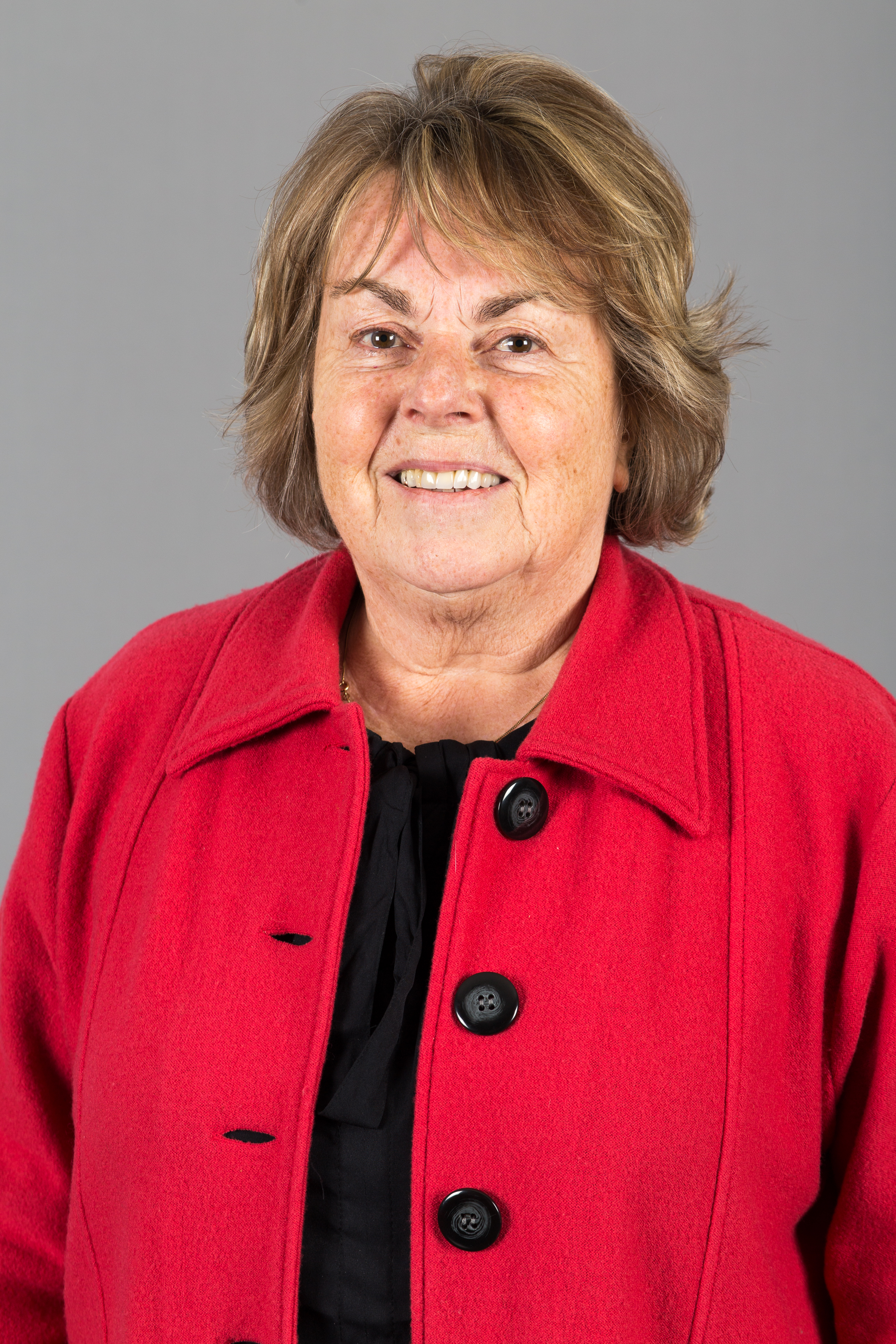
Elke Holzapfel 2016

Elke Holzapfel geb. Götze (* 4. Februar 1945 in Mühlhausen/Thüringen) ist eine deutsche Politikerin (CDU). Sie war von 1997 bis 1998 Mitglied des Deutschen Bundestages und von 2008 bis 2019 Mitglied des Thüringer Landtags.

## Werdegang
Holzapfel absolvierte von 1962 bis 1964 eine Ausbildung zur Stenotypistin im VEB Röhrenwerk Mühlhausen. 1969 erwarb sie eine Qualifikation als Wirtschaftskaufmann und war danach als Einkäuferin für das Röhrenwerk tätig. Ab 1974 arbeitete sie als Buchhalterin im VEB Landschafts- und Grünanlagenbau Mühlhausen bzw. ab 1990 in der Landschaftsbau GmbH Mühlhausen, wo sie von 1991 bis 1997 Vorsitzende des Betriebsrates war.
Im Juli 1990 trat Holzapfel in die CDU ein und war von 1992 bis 2007 deren Stadtverbandsvorsitzende in Mühlhausen. Seit 1994 gehört sie dem Mühlhäuser Stadtrat sowie dem Kreistag des Unstrut-Hainich-Kreises an. 
Am 5. November 1997 trat Holzapfel als Nachrückerin für Roland Richwien, der zum Staatssekretär in Thüringen ernannt worden war, in den Deutschen Bundestag ein. Gegen die Mandatsnachfolge Holzapfels wurde – wie bereits im Fall des baden-württembergischen Abgeordneten Franz Romer – eine Wahlprüfungsbeschwerde eingelegt, da Richwien wie auch der Vorgänger Romers Überhangmandate besetzt hatten. Das Bundesverfassungsgericht erklärte im so genannten Nachrücker-Urteil vom 26. Februar 1998 die bisher geübte Praxis für rechtswidrig, gestattete jedoch eine Übergangsfrist bis zur Bundestagswahl 1998, so dass Holzapfel und Romer ihre Mandate bis zu diesem Zeitpunkt behalten konnten.
Nach der Bundestagswahl schied Holzapfel wieder aus dem Bundestag aus. Sie war daraufhin ab 1999 als Prokuristin in Leipzig, später als Mitarbeiterin von Christina Tasch (MdL) und Manfred Grund (MdB) tätig. 
Am 13. Dezember 2008 wurde Holzapfel als Nachrückerin für Thomas Kretschmer Mitglied des Thüringer Landtags. Bei den Landtagswahlen 2009 und 2014 gewann sie im Wahlkreis Unstrut-Hainich-Kreis I ein Direktmandat. In der konstituierenden Sitzung des Thüringer Landtags am 14. Oktober 2014 nannte sie in ihrer Rede als Alterspräsidentin die DDR einen Unrechtsstaat. Nach der Landtagswahl 2019, bei der Holzapfel in keinem Wahlkreis und nur auf Platz 47 der CDU-Landesliste kandidiert hatte, schied sie aus dem Thüringer Landtag aus.
Holzapfel war von 1996 bis 2012 stellvertretende Bundesvorsitzende der Frauen-Union und stellvertretende Landesvorsitzende der Frauen-Union in Thüringen.